# آسيا (مسلسل)
آسيا، مسلسل تلفزيوني مصري عرض في رمضان 1434هـ/2013م، أخرجه محمد بكير وكتبه عباس أبو الحسن.

## قصة المسلسل
تدور أحداث المسلسل حول قصة فتاة تعمل في الرسم والفنون التشكيلية، ولكنّها تعاني في حياتها من زوجها الطبيب، لكن يجمعهما الخلاف دائما الذي يجعلهما غير قادرين على التواصل، تبدأ الدراما المسلسلية عندما تتعرض آسيا لصدمة نفسية نتيجة لوفاة ابنها الصغير أمام عينيها غرقا وفشلها في انقاذه فتفقد الذاكرة هروبا من هذا الحدث الأليم وتدخل في حياة أخرى مع أناس آخرين، فتتغير حياتها تماما لتعمل راقصة بأحد الكازينوهات الليلية وتتوالى الأحداث.

## الممثلون المشاركون بالعمل
- منى زكي.
- باسم سمرة.
- مها أبو عوف.
- سيد رجب.
- هاني عادل.
- محمد عبد المعطي
- سلوى محمد علي
- سامية أسعد.